# フアン・カルロス・ペレス・ロペス
フアン・カルロス・ペレス・ロペス（Juan Carlos Pérez López、1990年3月30日 - ）は、スペイン・マドリード出身のサッカー選手。ギリシャのアリス・テッサロニキ所属。ポジションはDF。

## 経歴
2007年からレアル・マドリードのユースチームに所属し、2009年にレアル・マドリード・カスティージャに昇格した。2010年10月3日、デポルティーボ・ラ・コルーニャ戦でトップチームデビューを果たした。2011年7月7日、レアル・サラゴサに移籍した。

## 代表歴
スペイン代表としてU-21代表でプレーした。

## 所属クラブ
- レアル・マドリード・カスティージャ 2009-2011
- レアル・マドリード 2010-2011
- SCブラガ 2011-2017

→ レアル・サラゴサ 2011-2012 (Loan)
→ レアル・ベティス 2012-2014 (Loan)
→ グラナダCF 2014-2015 (Loan)
→ マラガCF 2015-2017 (Loan)
- マラガCF 2017-2020
- パナシナイコスFC 2020-2024
- アリス・テッサロニキ 2024-